# Oncophorus squarrosus
Oncophorus squarrosus là một loài rêu trong họ Dicranaceae. Loài này được Schrad. Brid. mô tả khoa học đầu tiên năm 1826.